# Landtag des Saarlandes
Der Landtag des Saarlandes ist das saarländische Landesparlament mit Sitz in der Landeshauptstadt Saarbrücken.

## Geschichte
Nach dem Ersten Weltkrieg wurde das Saargebiet aus dem Deutschen Reich herausgelöst. Zwischen 1920 und 1935 bestand der Landesrat als Volksvertretung und damit als Vorgänger des Landtags des Saarlandes. Während der Zeit des Nationalsozialismus bestand keine saarländische Volksvertretung. Nach der deutschen Niederlage im Zweiten Weltkrieg wurde das Saarland französisches Protektorat. Am 23. Mai 1947 wurde eine aus 20 Personen bestehende Verfassungskommission eingesetzt. Diese Kommission stand in der Tradition der Ernannten Landtage der anderen deutschen Länder. Am 5. Oktober 1947 wurde eine Verfassunggebende Versammlung gewählt. Diese trat nach der Annahme der Verfassung des Saarlandes in die Rolle des ersten Landtags ein.
Der Landtag des Saarlandes tagt im 1865/1866 für die Saarbrücker Casino-Gesellschaft erbauten Gebäude in der heutigen Franz-Josef-Röder-Straße. Das Gebäude wurde durch den Architekten Julius Carl Raschdorff errichtet, der unter anderem auch den Berliner Dom erbaute.

## Sitzverteilung im Landtag seit 1947
| Wahltag           | Sitze | Sitze nach Parteien | Sitze nach Parteien | Sitze nach Parteien | Sitze nach Parteien | Sitze nach Parteien | Sitze nach Parteien | Sitze nach Parteien | Sitze nach Parteien | Sitze nach Parteien | Sitze nach Parteien | Sitze nach Parteien | Liste der Mitglieder |
| Wahltag           | Sitze | SPD                 | CDU                 | AfD                 | DIE LINKE           | PIRATEN             | GRÜNE               | FDP/DPS             | CVP/SVP 1           | DDU                 | SPS                 | KPS                 | Liste der Mitglieder |
| ----------------- | ----- | ------------------- | ------------------- | ------------------- | ------------------- | ------------------- | ------------------- | ------------------- | ------------------- | ------------------- | ------------------- | ------------------- | -------------------- |
| 5. Oktober 1947   | 50    | —                   | —                   | —                   | —                   | —                   | —                   | 3                   | 28                  | —                   | 17                  | 2                   | 1. Landtag           |
| 30. November 1952 | 50    | —                   | —                   | —                   | —                   | —                   | —                   | —                   | 29                  | —                   | 17                  | 4                   | 2. Landtag           |
| 18. Dezember 1955 | 50    | 7                   | 14                  | —                   | —                   | —                   | —                   | 12 2                | 13 2                | —                   | 2                   | 2                   | 3. Landtag           |
| 4. Dezember 1960  | 50    | 16                  | 19                  | —                   | —                   | —                   | —                   | 7                   | 6                   | 2                   | —                   | —                   | 4. Landtag           |
| 27. Juni 1965     | 50    | 21                  | 23                  | —                   | —                   | —                   | —                   | 4                   | 2                   | —                   | —                   | —                   | 5. Landtag           |
| 14. Juni 1970     | 50    | 23                  | 27                  | —                   | —                   | —                   | —                   | —                   | —                   | —                   | —                   | —                   | 6. Landtag           |
| 4. Mai 1975       | 50    | 22                  | 25                  | —                   | —                   | —                   | —                   | 3                   | —                   | —                   | —                   | —                   | 7. Landtag           |
| 27. April 1980    | 51    | 24 3                | 23                  | —                   | —                   | —                   | —                   | 4                   | —                   | —                   | —                   | —                   | 8. Landtag           |
| 10. März 1985     | 51    | 26                  | 20                  | —                   | —                   | —                   | —                   | 5                   | —                   | —                   | —                   | —                   | 9. Landtag           |
| 28. Januar 1990   | 51    | 30                  | 18                  | —                   | —                   | —                   | —                   | 3                   | —                   | —                   | —                   | —                   | 10. Landtag          |
| 16. Oktober 1994  | 51    | 27                  | 21                  | —                   | —                   | —                   | 3                   | —                   | —                   | —                   | —                   | —                   | 11. Landtag          |
| 5. September 1999 | 51    | 25                  | 26                  | —                   | —                   | —                   | —                   | —                   | —                   | —                   | —                   | —                   | 12. Landtag          |
| 5. September 2004 | 51    | 18                  | 27                  | —                   | – 4                 | —                   | 3 4                 | 3                   | —                   | —                   | —                   | —                   | 13. Landtag          |
| 30. August 2009   | 51    | 13                  | 19 5                | —                   | 11                  | —                   | 3                   | 5                   | —                   | —                   | —                   | —                   | 14. Landtag          |
| 25. März 2012     | 51    | 18 6                | 19                  | —                   | 8 6                 | 4 7                 | 2 7                 | —                   | —                   | —                   | —                   | —                   | 15. Landtag          |
| 26. März 2017     | 51    | 17                  | 24                  | 3 8                 | 7 8                 | —                   | —                   | —                   | —                   | —                   | —                   | —                   | 16. Landtag          |
| 27. März 2022     | 51    | 29                  | 19                  | 3                   | —                   | —                   | —                   | —                   | —                   | —                   | —                   | —                   | 17. Landtag          |

## Wahlergebnisse
|      | SPD    | CDU    | AfD   | GRÜNE   | FDP/DPS | DIE LINKE | FAMILIE | PIRATEN | NPD   | CVP    | DDU   | KP    | SPS    | Sonstige |
| ---- | ------ | ------ | ----- | ------- | ------- | --------- | ------- | ------- | ----- | ------ | ----- | ----- | ------ | -------- |
| 1947 | —      | —      | —     | —       | 7,6 %   | —         | —       | —       | —     | 51,2 % | —     | 8,4 % | 32,8 % | —        |
| 1952 | —      | —      | —     | —       | —       | —         | —       | —       | —     | 54,7 % | —     | 9,5 % | 32,4 % | 3,4 %    |
| 1955 | 14,3 % | 25,4 % | —     | —       | 24,2 %  | —         | —       | —       | —     | 21,8 % | 0,9 % | 6,8 % | 5,8 %  | 0,8 %    |
| 1960 | 30,0 % | 36,6 % | —     | —       | 13,6 %  | —         | —       | —       | —     | 11,4 % | 5,0 % | —     | —      | 3,4 %    |
| 1965 | 40,7 % | 42,7 % | —     | —       | 8,3 %   | —         | —       | —       | —     | 5,2 %  | 3,1 % | —     | —      | —        |
| 1970 | 40,8 % | 47,8 % | —     | —       | 4,4 %   | —         | —       | —       | 3,4 % | 0,9 %  | —     | —     | —      | 2,7 %    |
| 1975 | 41,8 % | 49,1 % | —     | —       | 7,4 %   | —         | —       | —       | 0,7 % | —      | —     | —     | —      | 1,0 %    |
| 1980 | 45,4 % | 44,0 % | —     | 2,9 %   | 6,9 %   | —         | —       | —       | —     | —      | —     | —     | —      | 0,8 %    |
| 1985 | 49,2 % | 37,3 % | —     | 2,5 %   | 10,0 %  | —         | —       | —       | 0,7 % | —      | —     | —     | —      | 0,3 %    |
| 1990 | 54,4 % | 33,4 % | —     | 2,6 %   | 5,6 %   | —         | 0,2 %   | —       | 0,2 % | —      | —     | —     | —      | 3,4 %    |
| 1994 | 49,4 % | 38,6 % | —     | 5,5 %   | 2,1 %   | —         | 0,5 %   | —       | —     | —      | —     | —     | —      | 3,9 %    |
| 1999 | 44,4 % | 45,5 % | —     | 3,2 %   | 2,6 %   | 0,8 %     | 1,0 %   | —       | —     | —      | —     | —     | —      | 2,5 %    |
| 2004 | 30,8 % | 47,5 % | —     | 5,6 %   | 5,2 %   | 2,3 %     | 3,0 %   | —       | 4,0 % | —      | —     | —     | —      | 1,6 %    |
| 2009 | 24,5 % | 34,5 % | —     | 5,9 %   | 9,2 %   | 21,3 %    | 2,0 %   | —       | 1,5 % | —      | —     | —     | —      | 1,1 %    |
| 2012 | 30,6 % | 35,2 % | —     | 5,0 %   | 1,2 %   | 16,1 %    | 1,7 %   | 7,4 %   | 1,2 % | —      | —     | —     | —      | 1,5 %    |
| 2017 | 29,6 % | 40,7 % | 6,2 % | 4,0 %   | 3,3 %   | 12,8 %    | 0,8 %   | 0,7 %   | 0,7 % | —      | —     | —     | —      | 1,2 %    |
| 2022 | 43,5 % | 28,5 % | 5,7 % | 4,995 % | 4,8 %   | 2,6 %     | 0,8 %   | 0,3 %   | —     | —      | —     | —     | —      | 8,8 %    |

Regierungsparteien = fett; nicht im Landtag vertretene Parteien = kursiv
Fußnoten
1. ↑  Bis 1957 DPS (1951 bis 1955 verboten), danach Teil der FDP
2. ↑  Bis 2007 als Partei des Demokratischen Sozialismus (PDS)
3. ↑  1959 (Teil-)Fusion mit CDU Saar; Ergebnisse ab 1960 Saarländische Volkspartei (SVP) bzw. SVP/CVP
4. ↑  1956 Fusion mit der DSP zur SPD Saarland
5. ↑  Deutsche Sozialdemokratische Partei (DSP)

## Präsidenten des Landtags
| Präsident          | Fraktion | Amtszeit  | Anmerkung                                               |
| ------------------ | -------- | --------- | ------------------------------------------------------- |
| Johannes Hoffmann  | CVP      | 1947      | Präsident der Gesetzgebenden Versammlung des Saarlandes |
| Peter Zimmer       | SPS      | 1947–1956 |                                                         |
| Heinrich Schneider | DPS      | 1956      |                                                         |
| Wilhelm Kratz      | CDU      | 1957–1959 |                                                         |
| Julius von Lautz   | CDU      | 1959      |                                                         |
| Alfons Dawo        | CDU      | 1959–1961 |                                                         |
| Josef Schmitt      | CDU      | 1961–1966 |                                                         |
| Hans Maurer        | CDU      | 1966–1974 | im Amt verstorben                                       |
| Franz Schneider    | CDU      | 1974–1975 |                                                         |
| Ludwig Schnur      | CDU      | 1975–1980 |                                                         |
| Albrecht Herold    | SPD      | 1980–1994 |                                                         |
| Hans Kasper        | SPD      | 1994–1999 |                                                         |
| Hans Ley           | CDU      | 1999–2015 | im Amt verstorben                                       |
| Klaus Meiser       | CDU      | 2015–2018 | am 12. Februar 2018 zurückgetreten                      |
| Stephan Toscani    | CDU      | 2018–2022 |                                                         |
| Heike Winzent      | SPD      | seit 2022 |                                                         |

## Ausschüsse
In der 16. Wahlperiode wurden folgende Ausschüsse und Unterausschüsse gebildet:
- Ausschuss für Bildung, Kultur und Medien
- Ausschuss für Eingaben
  - Unterausschuss für Datenschutz und Informationsfreiheit
- Ausschuss für Europa und Fragen des Interregionalen Parlamentarierrates
- Ausschuss für Finanzen und Haushaltsfragen
  - Unterausschuss zur Prüfung der Haushaltsrechnung
- Ausschuss für Fragen des Verfassungsschutzes
- Ausschuss für Grubensicherheit und Nachbergbau
- Ausschuss für Inneres und Sport
  - Unterausschuss für Bauen
- Ausschuss für Justiz, Verfassungs- und Rechtsfragen sowie Wahlprüfung
- Ausschuss für Soziales, Gesundheit, Frauen und Familie
- Ausschuss für Umwelt und Verbraucherschutz
- Ausschuss für Wirtschaft, Arbeit, Energie und Verkehr
- Ausschuss für Wissenschaft, Forschung und Technologie

## Bezahlung
Die Mitglieder des Landtages erhalten eine monatliche Abgeordnetenentschädigung in Höhe von derzeit (November 2021) 6.238 Euro. Im Februar 2013 stellte der Rechnungshof des Saarlandes fest, dass „mehr als 70 Prozent“ der Abgeordneten verfassungswidrige Zulagen erhielten, für die keine gesetzliche Grundlage existiert. Nach Angaben des Bundes der Steuerzahler stehen die saarländischen Abgeordneten mit 3,13 Euro pro Einwohner auf Rang 14 aller deutschen Parlamente. Nur die Abgeordneten der Bundesländer Thüringen, Mecklenburg-Vorpommern und Bremen erhalten ein höheres Abgeordnetengehalt bzw. -entschädigung durch die Bürger.

## Baugeschichte des Landtagsgebäudes

### Saarbrücker Casino-Gesellschaft

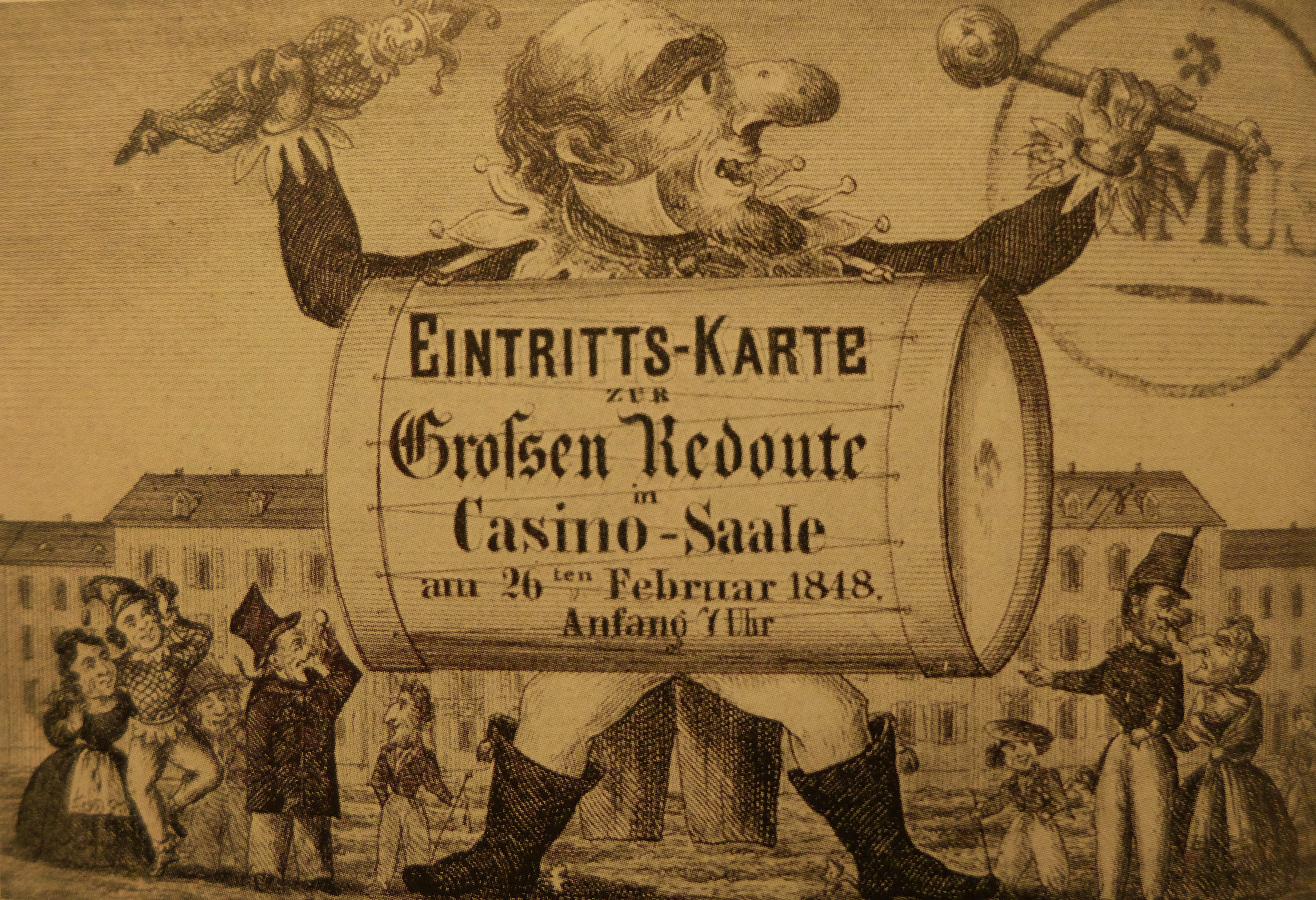
Saarbrücker Casino-Gesellschafts-Haus, Eintrittskarte zur großen Fasnachts-Redoute der Saarbrücker Fasnachtsvereinigung „Momus“ am 26. Februar 1848 im alten Casino-Saal in der Wilhelm-Heinrich-Straße (Stadtarchiv Saarbrücken)

Der heutige Landtag des Saarlandes war ursprünglich das Gesellschaftshaus der Alt-Saarbrücker und St. Johanner Casino-Gesellschaft. Die Casino-Gesellschaft geht auf einen in den Jahren zwischen 1770 und 1780 entstandenen Abendgesellschaftsverein der Saarbrücker Beamten- und Kaufmannschaft zurück. Bereits im Jahr 1796 hatten 19 ihrer Mitglieder eine Geselligkeitsvereinigung gegründet. Zunächst bezog der Verein ein erstes „Casino“ in der Wilhelmstraße, übersiedelte dann in die Altneugasse und fand etwa ab 1817 ein Veranstaltungshaus in der heutigen Wilhelm-Heinrich-Straße.

### Bau des Casino-Gebäudes durch Raschdorff

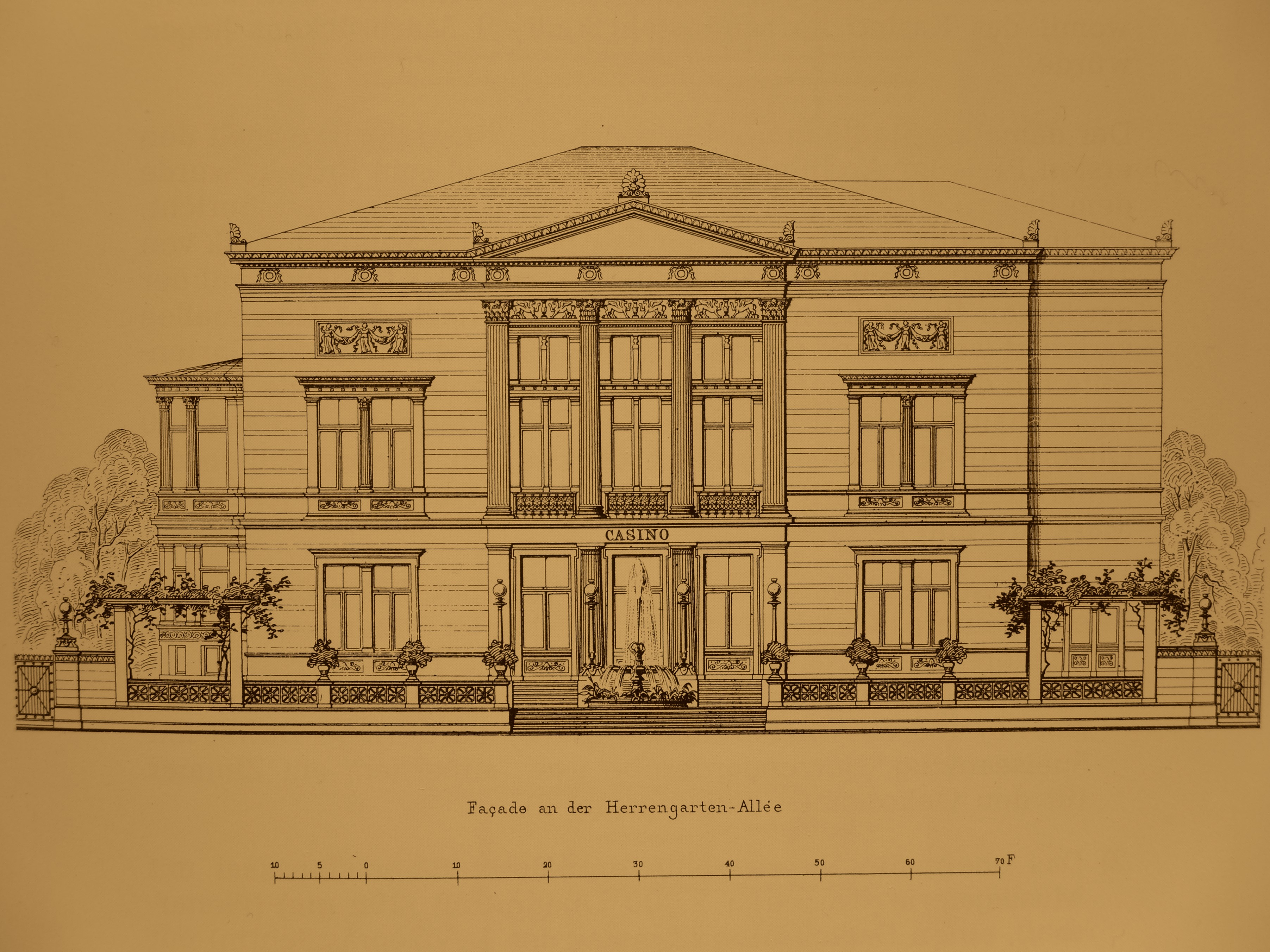
Casino in Saarbrücken, Fassade an der Herrengarten-Allee, Zeitschrift für Bauwesen 1869

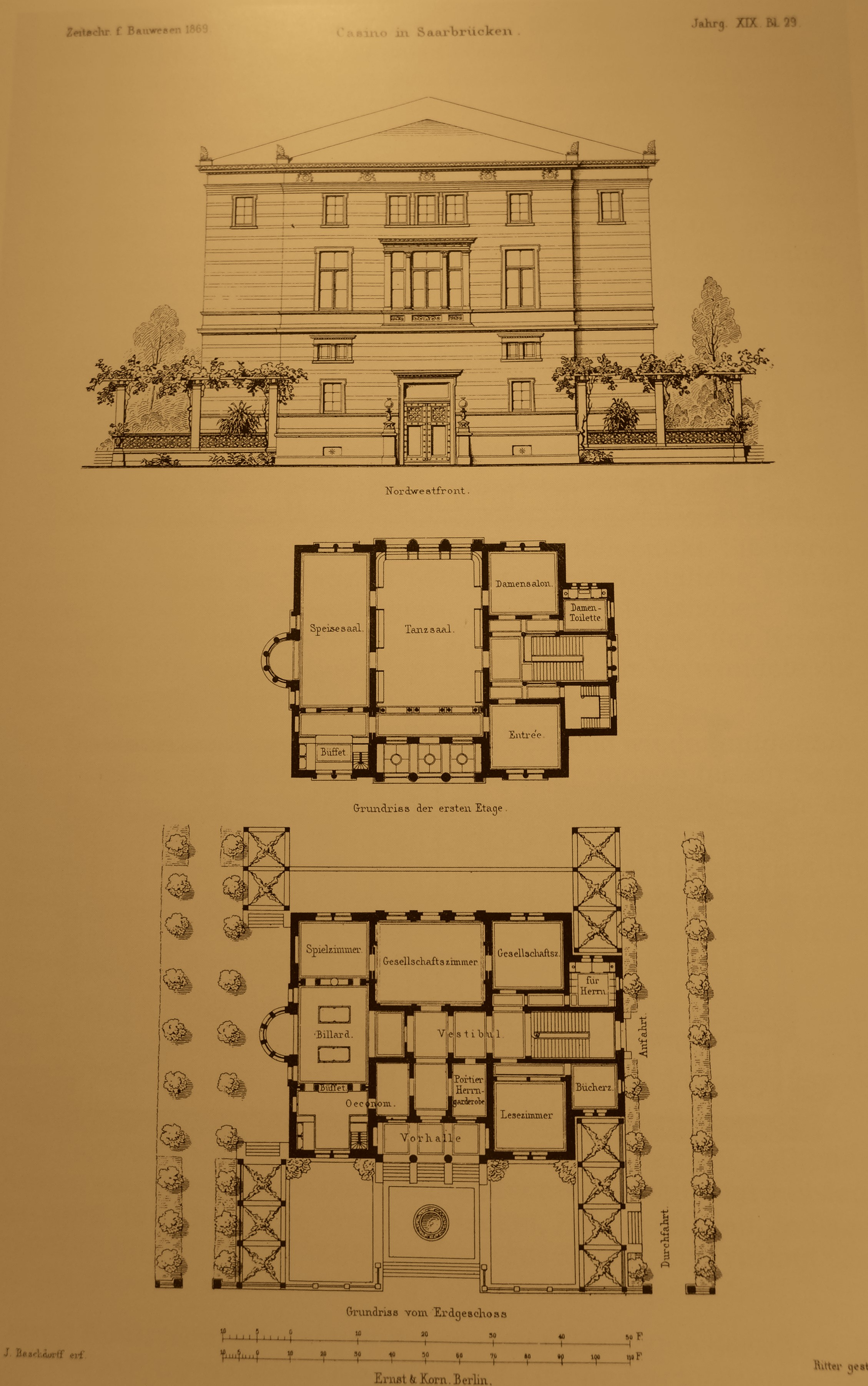
Casino in Saarbrücken, Nordwestfront und Grundrisse, Zeitschrift für Bauwesen 1869

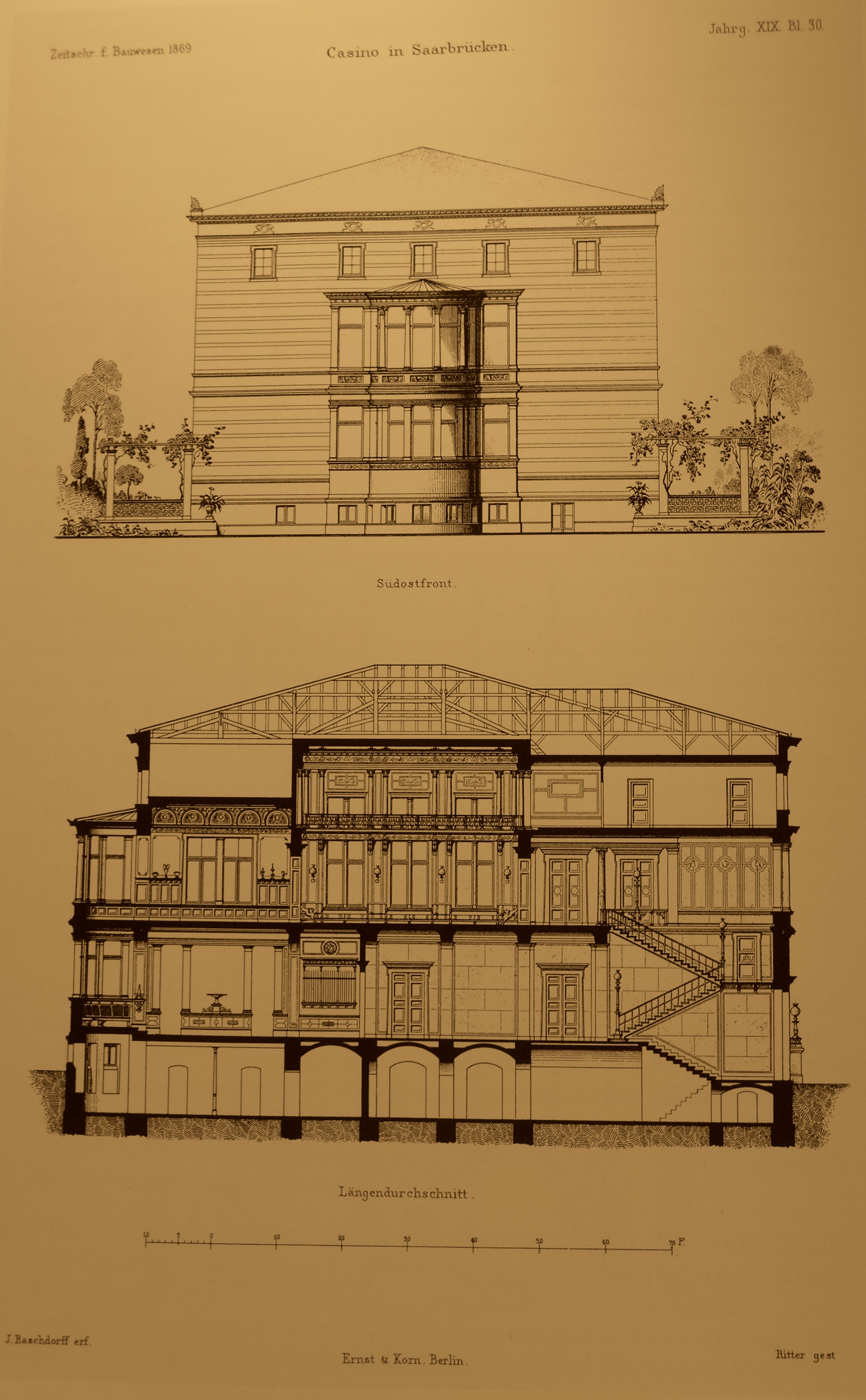
Casino in Saarbrücken, Südostfront und Längendurchschnitt, Zeitschrift für Bauwesen 1869

Nachdem die Gesellschaft in den 1850er Jahren zahlenmäßig angewachsen war, beschloss man am 7. Mai 1864, an der Herrengartenallee über dem Saarufer einen Neubau zu errichten. Die „Herrengärthen“ waren die Fläche der von Hofgärtner Köllner im 18. Jahrhundert angelegten Gärten hinter dem Saarbrücker Schloss. In einem zum Bau eines neuen Gesellschaftshauses ausgeschriebenen Architektenwettbewerb erhielt Julius Carl Raschdorff, damals Stadtbaumeister von Köln, den ersten Preis. Die Grundfläche des Gebäudes sollte 4.300 bis 4.500 Quadratfuß (425 bis 450 Quadratmeter) nicht übersteigen, ebenso sollten die Baukosten nicht mehr als 6½ Reichstaler pro Quadratfuß betragen. Im Erdgeschoss waren an Räumen verlangt:
- Ein größeres und ein kleineres Gesellschaftszimmer. Dabei sollte das größere Gesellschaftszimmer einen Ausgang auf die Gartenterrasse haben.
- Ein Billard- und ein Spielzimmer
- Ein Lese- und ein Bücherzimmer
- Eine Portierloge
- Ein Buffetraum mit Speiseaufzug
- Eine Herrengarderobe
- Ein Zimmer für den Ökonomen

Das obere Stockwerk sollte folgende Räume umfassen:
- Einen Tanzsaal mit Musikergalerie von ca. 2.000 Quadratfuß (200 Quadratmeter; heute der Plenarsaal des saarländischen Landtages)
- Einen Damensalon mit Toilettenzimmer und Zubehör
- Einen Speisesaal oder auch zwei Speisesäle mit Buffetzimmer und Speiseaufzug in der Nähe des Tanzsaales.

Für das ganze Gebäude war ein Untergeschoss verlangt. Dort sollten Küche und Hauswirtschaftsräume sowie der Weinkeller eingerichtet werden. Auch sollten hier oder in einem Obergeschoss die Dienstwohnung für den Ökonomen sowie mehrere Stuben für das Gesinde eingerichtet werden. Die Bauausführung leitete Baumeister Julius Emmerich aus Trier. Das Gebäude wurde von Februar 1865 bis zum 1. Oktober 1866 errichtet und kostete zusammen mit einer Kegelbahn und der umfangreichen Möblierung 66.000 Reichstaler. Zunächst erfolgte im Oktober 1866 der Bezug der unteren Räume, im Dezember waren auch die oberen Räume fertiggestellt.
Durch die städtebaulichen Veränderungen – insbesondere durch den Straßenbau nach dem Zweiten Weltkrieg und den Bau der Stadtautobahn im Jahr 1963 – nimmt man heute das Gebäude aus wesentlich veränderter Perspektive wahr. Raschdorffs Entwurf eines „40 Fuß“ tiefen Zugangs durch einen gestalteten Vorgarten mit großzügiger Freitreppe und zentralem Springbrunnen sowie seitlichen Pergolen (Raschdorff nennt sie „Veranden“) wurde nicht vollständig ausgeführt, ist aber für die Vermittlung der Grundidee des Gebäudes aufschlussreich. Die Terrassenanlage, so Raschdorff, „… erhebt sich 3 Fuß über das Straßenniveau, ist von der Herrengartenallee vermittelst einer Freitreppe erreichbar; enthält in der Mittelaxe eine kleine, durch ein Blumenbosquet eingeschlossene Fontaine, rechts und links Veranden. Der Raum, ohne Pflanzungen, nur mit einigen Orangen- und Lorbeerbäumen besetzt, ist möglichst frei gehalten für Sitzplätze und den Aufenthalt im Freien.“ Raschdorffs Vorstellung von einem Einzelgebäude in mediterran-arkadischer Landschaft lehnt sich an ländliche Villenbauten der italienischen Renaissance an, wie sie etwa Andrea Palladio im 16. Jahrhundert z. B. bei der Villa Emo in Vedelago geschaffen hatte. Für die Lage einer von Pergolen gesäumten Villa am Wasser könnte Carl Friedrich Schinkels in den Jahren 1824/1825 errichtetes Casinogebäude im Park Klein-Glienicke Inspirationsquelle gewesen sein. Die ursprüngliche Ansicht des Saarbrücker Casino-Gebäudes, das bald Teil eines herrschaftlichen Villenviertels am linken Saarufer wurde, erschließt sich am ehesten noch vom Beginn der Alten Brücke in St. Johann oder von der gegenüberliegenden Saarseite, wobei das mittlerweile erhöhte Straßenniveau der heutigen Franz-Josef-Röder-Straße den ursprünglichen Eindruck stark schmälert. Auch fehlen die zwischen Saarufer und Casino vermittelnden Alleebäume und die Gartenanlagen.
Raschdorffs zeitnah veröffentlichter Wettbewerbsentwurf wurde in einigen Punkten nicht umgesetzt, sodass die gestalterischen Änderungen den Baukörper sachlicher erscheinen lassen. Der Haupteingang im Erdgeschoss ist als Vorhalle mit zwei dorischen Säulen gestaltet, die von zwei Pfeilern flankiert werden. Für die dahinter liegende Tür und die beiden Fenster verwendet Raschdorff eine antikisierende Wandöffnung mit schräg nach oben sich verjüngenden Seitengewänden. Dieses Architekturelement wurde bei Renovierungsmaßnahmen in den 1980er Jahren im Inneren wieder aufgegriffen, indem man die Türgewände der Innenräume ähnlich gestaltete. Bei den Umbauarbeiten der Jahre 2004 bis 2008 kam hinter der Mauer eines Versorgungsschachtes eine bauzeitliche Dekorationsmalerei zum Vorschein. In diesem Bereich des Obergeschosses befand sich ursprünglich das Buffetzimmer mit Speiseaufzug und ein Speisesaal. Daran schloss sich der große Tanzsaal der Casino-Gesellschaft, der heutige Plenarsaal des Landtags, an. Die gemalte Wanddekoration in Ölmalerei auf Gipsgrund misst ca. 4 Meter × 1,5 Meter und besteht aus einem zentralen Bildmotiv, einem herbstlichen Stillleben, flankiert von Rahmengemälden. Der erste Rahmen ist ein perspektivisch angelegter Architekturrahmen mit marmoriertem renaissancehaftem Sockel. Der zweiten Rahmen beinhaltet eine frei schwebende Groteske im Stile antik-römischer Wandmalereien, die von einem gemalten Fantasie-Rahmen umgeben ist. Das zentrale Stillleben im Stil des 17. Jahrhunderts thematisiert innerhalb der vier Jahreszeiten den Herbst mit Früchten und Jagdbeute. So darf vermutet werden, dass im Raum auch die übrigen Jahreszeiten dargestellt waren. Julius Carl Raschdorff hatte in seinen ursprünglichen Aufrisszeichnungen eine divergierende Wanddekoration vorgesehen. Die ausgeführten Wandmalereien wurden schließlich von dem aus Trier gebürtige Baumeister Julius Emmerich entworfen.

### Anbau eines Wirtschaftstraktes
Im Deutsch-Französischen Krieg diente das Casino-Gebäude in den Jahren 1870 und 1871 als Lazarett. Im Jahr 1881 entstanden der östliche Anbau parallel zur Hauptfassade und die rückwärtige Gartenhalle nach Entwürfen des Saarbrücker Architekten Hugo Dihm.
Zu Beginn der 1890er Jahre entschloss man sich zu einem größeren Neu- und Umbau des Casino-Gebäudes. Die diesbezüglichen Pläne hatte der St. Johanner Architekt Karl Brugger im Jahr 1891 gefertigt. Die Erweiterungsbauten wurden 1892 ausgeführt. Im Inneren veränderte man die Raumaufteilung und an der Ostseite wurde ein zweigeschossiger Küchentrakt mit drei Fensterachsen hinzugefügt.

### Erster Weltkrieg und Völkerbundszeit
Während des Ersten Weltkrieges wurden die Räume des Casinos wiederum als Lazarett genutzt. In der Zeit nach dem Krieg bis zur ersten Saarabstimmung am 13. Januar 1935, als das Saargebiet unter der Verwaltung des Völkerbundes stand, wurde der Casinobetrieb wieder aufgenommen.

### Enteignung und Zwangsauflösung der Casino-Gesellschaft durch die NSDAP
Nach der Rückgliederung des Saargebietes an das Deutsche Reich am 1. März 1935 sah sich die Casino-Gesellschaft unter dem Druck des NS-Regimes gezwungen, sich am 19. März 1938 aufzulösen und ihr Haus und das sonstige Vereinsvermögen dem „Nationalsozialistischen Bund Deutscher Technik“ (NSBDT) ohne Entschädigungszahlungen zu überschreiben. Das Casino firmierte nun unter dem Titel „Haus der Technik“. Gegen Ende des Zweiten Weltkrieges wurde es in seinem östlichen Anbau von einer Bombe getroffen und schwer beschädigt.

### Unmittelbare Nachkriegszeit
Nach Kriegsende trafen sich im Jahr 1948 eine Reihe früherer Casinomitglieder, um über die Fortsetzung der Casino-Gesellschaft zu beraten und die Rückgabe ihres Vermögens zu betreiben. Bereits im April 1945 hatte die Gesellschaft für Förderanlagen Ernst Heckel ihre Büros in das ehemalige Haus des Casinos verlegt und es für diesen Zweck notdürftig wieder instand gesetzt. Durch das alliierte Kontrollratsgesetz galt das gesamte Vermögen der ehemaligen NSDAP, ihrer Gliederungen und der ihr angeschlossenen Verbände als beschlagnahmt und unter Zwangsverwaltung gestellt.

### Das Casino-Gebäude als Sitz des Landtages des Saarlandes
Der Zwangsverwalter kündigte im Jahr 1947 der Firma Heckel das Mietverhältnis und wies das Haus dem Landtag des Saarlandes als Plenargebäude zu. Der Umbau des Gesellschaftshauses für die Zwecke des Landesparlamentes lag in den Händen des französischen Architekten und Städteplaners Pierre Lefèvre, den der französische Militärgouverneur Gilbert Grandval nach der französischen Besetzung des Saarlandes im Jahr 1945 zum Wiederaufbau an die Saar beordert hatte. Im Zuge der Wiederherstellungsarbeiten am Casino-Gebäude wurden dem bestehenden Küchentrakt zwei weitere Fensterachsen hinzugefügt. Anfang der 1950er Jahre wurde der Trakt mit dem „Großen Restaurant“ und der darüber liegenden Präsidentensuite errichtet. Im Jahr 1960 ließ die Landtagsverwaltung einen weiteren Anbau südöstlich des Küchentraktes von 1892 errichten sowie im Bereich der ehemaligen Kegelbahn einen umfangreichen Autogaragentrakt anfügen. Wann genau die reiche Innenausstattung der Erbauungszeit mit Stuck, Tapisserien, Malereien und Wandverkleidungen zerstört worden ist, konnte bisher nicht genau datiert werden.

### Rekonstruktionsarbeiten der 1980er Jahre

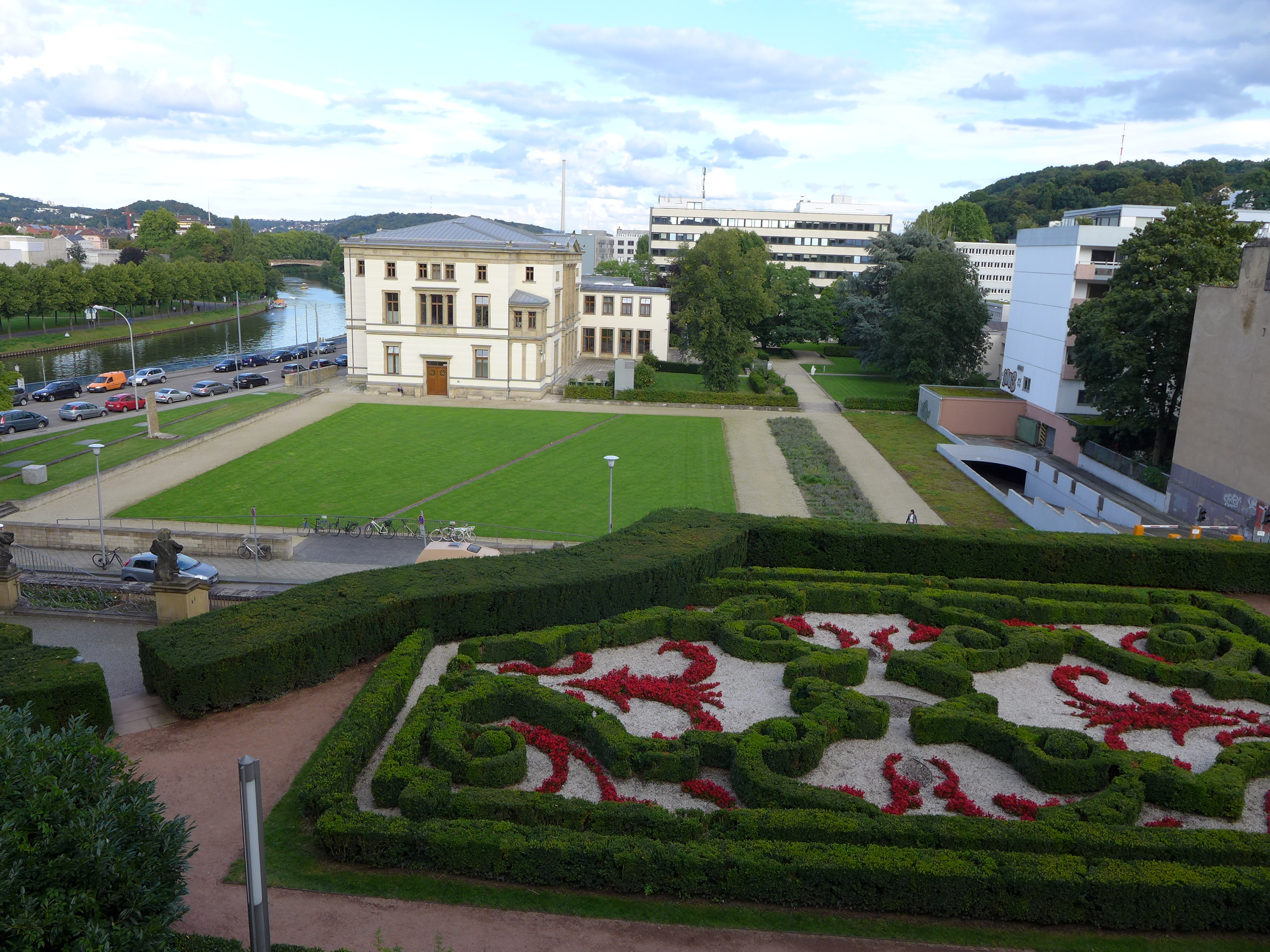
Blick vom Saarbrücker Schlossfelsen auf den Landtag des Saarlandes

In den Raschdorffschen Plänen war im ersten Obergeschoss zur Straßenseite (Plenarsaal zur Saar hin) noch eine Loggia dargestellt, die allerdings nicht ausgeführt worden war. Stattdessen wurden Fenster in die Vorderfront eingebaut, die heute noch die ursprüngliche Gliederung haben. Die Mittelrisalite im ersten und zweiten Obergeschoss waren an der Vorder- und Rückfront von gleicher architektonischer Gestaltung. In der Nachkriegszeit hatte man zum Zwecke einer besseren Belichtung des großen Saales auf der Rückseite des Gebäudes die Sandsteinkämpferzone in Höhe der Decke über dem ersten Obergeschoss sowie die Architrave und Schmuckfelder über den Fenstern des zweiten Obergeschosses entfernt. Auch waren die Basis- und Kapitell-Wülste der die Fenster seitlich einrahmenden kleinen Pfeiler abgeschlagen worden. Im Jahre 1981 wurde dieser rückwärtige Mittelrisalit nach dem Vorbild der Vorderfassade rekonstruiert. Man verzichtete aber auf die Nachschöpfung der Schmuckfelder, die musisch-bacchantische Stillleben im Basrelief gezeigt hatten. Stattdessen symbolisieren jetzt stilisierte Reliefs mit den Themen „Volksvertreter“, „Parlamentssitze“ und „Gesetzestafeln“ die heutige Zweckbestimmung des ehemaligen Casino-Gebäudes. Mit dieser Rekonstruktion fand eine in den Jahren 1979/80 begonnene Sanierung der Gebäudefronten ihren Abschluss. Die Erneuerung der Putzflächen, die Reparatur der Buntsandsteinsockel und -gewände sowie ein Anstrich der Fassaden mit Mineralfarben waren vorausgegangen, ebenso der Einbau des Hauptportals und der Eingangstür auf der Seitenfront in ihrer ursprünglichen Gestalt als zweiflügelige Türen aus Holz und Glas. Nachdem in den Folgejahren fünf Sitzungssäle mit Stuckarbeiten, Türen und Kronleuchtern in Anlehnung an Raschdorffs Konzeption wiederhergestellt worden waren, erfolgte im Jahr 1985 die Rekonstruktion des Vestibüls in originaler Gestalt.

### Baumaßnahmen der Jahre 1994 bis 2009

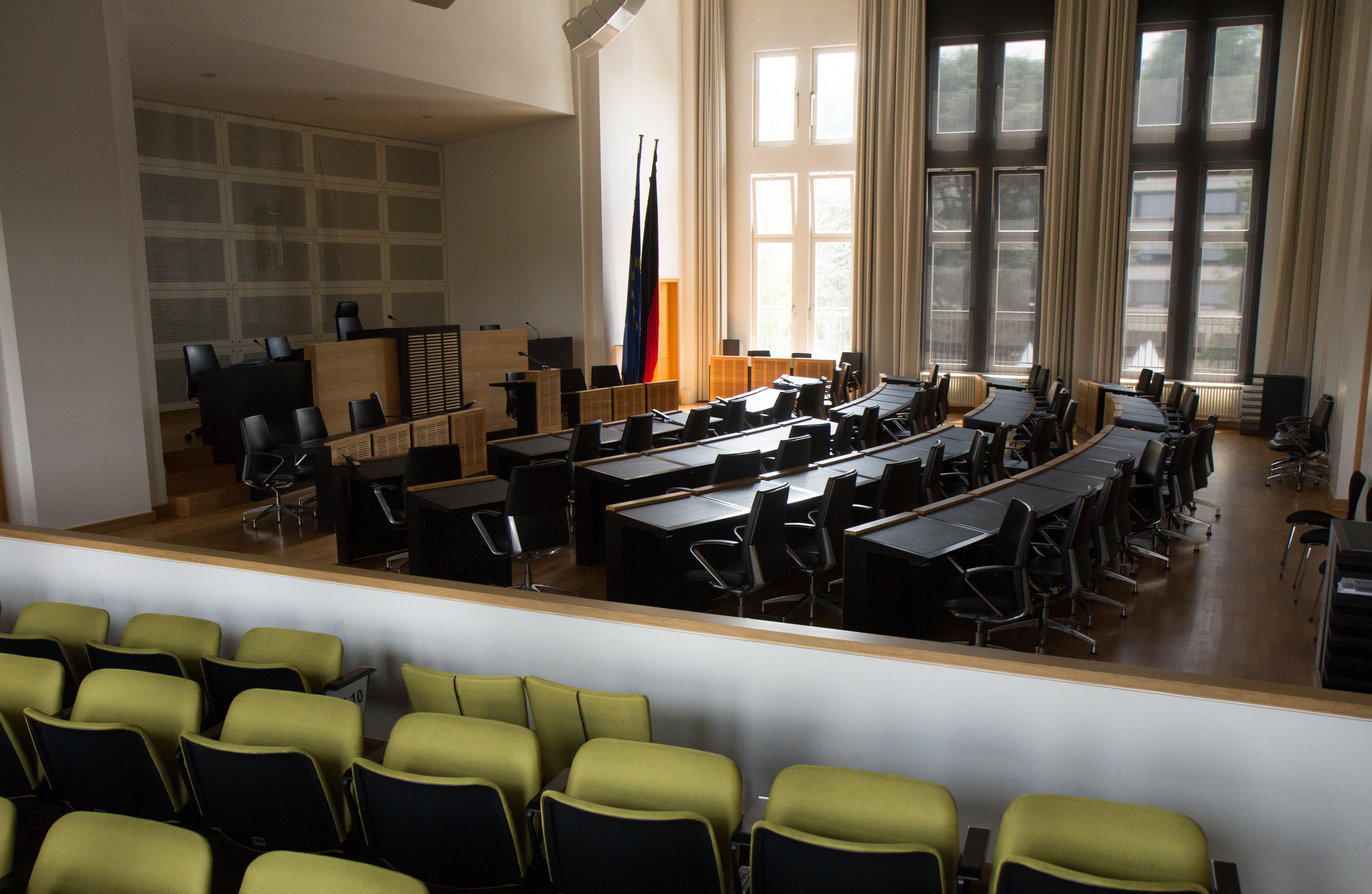
Plenarsaal

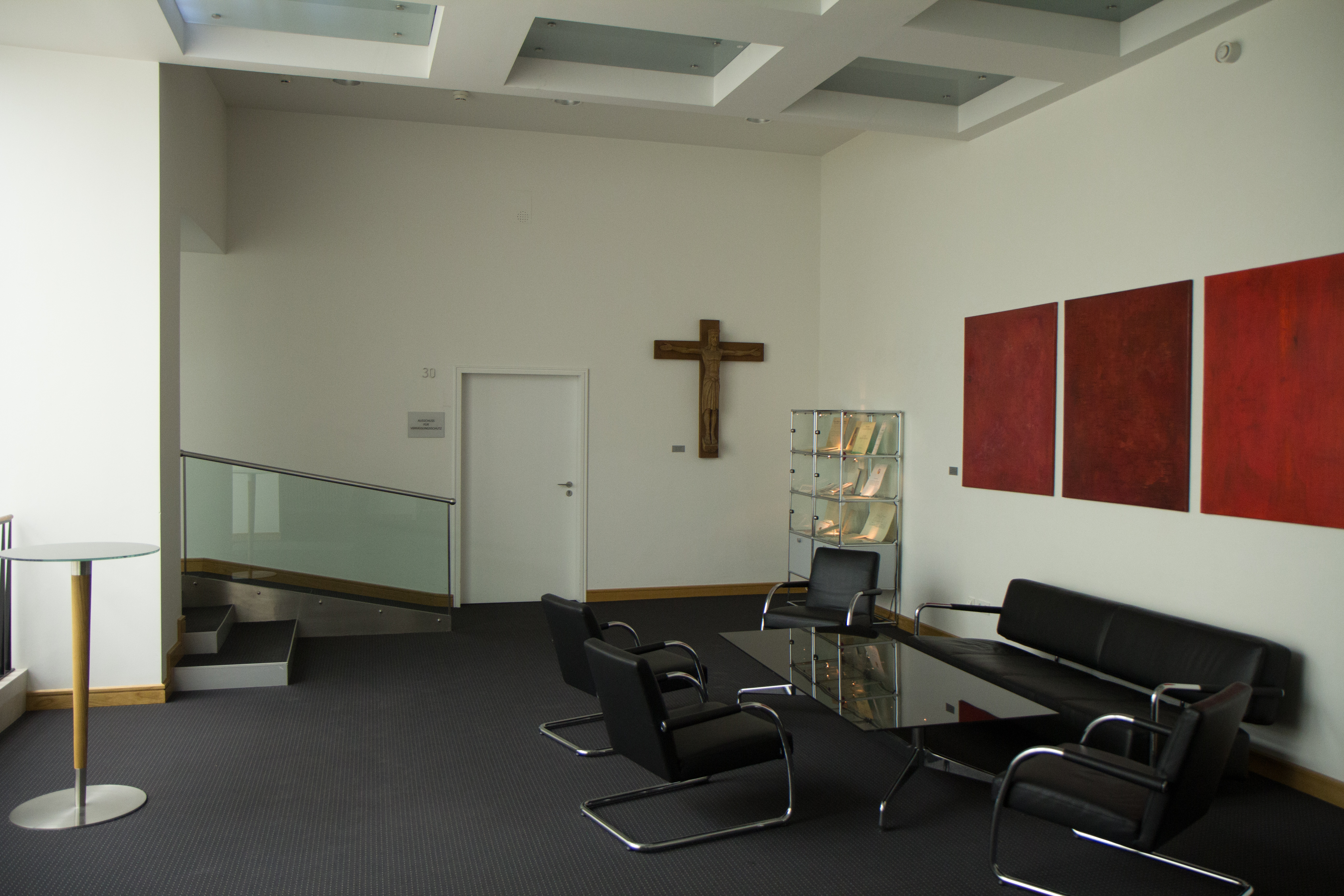
Vorzimmer des Plenarsaales

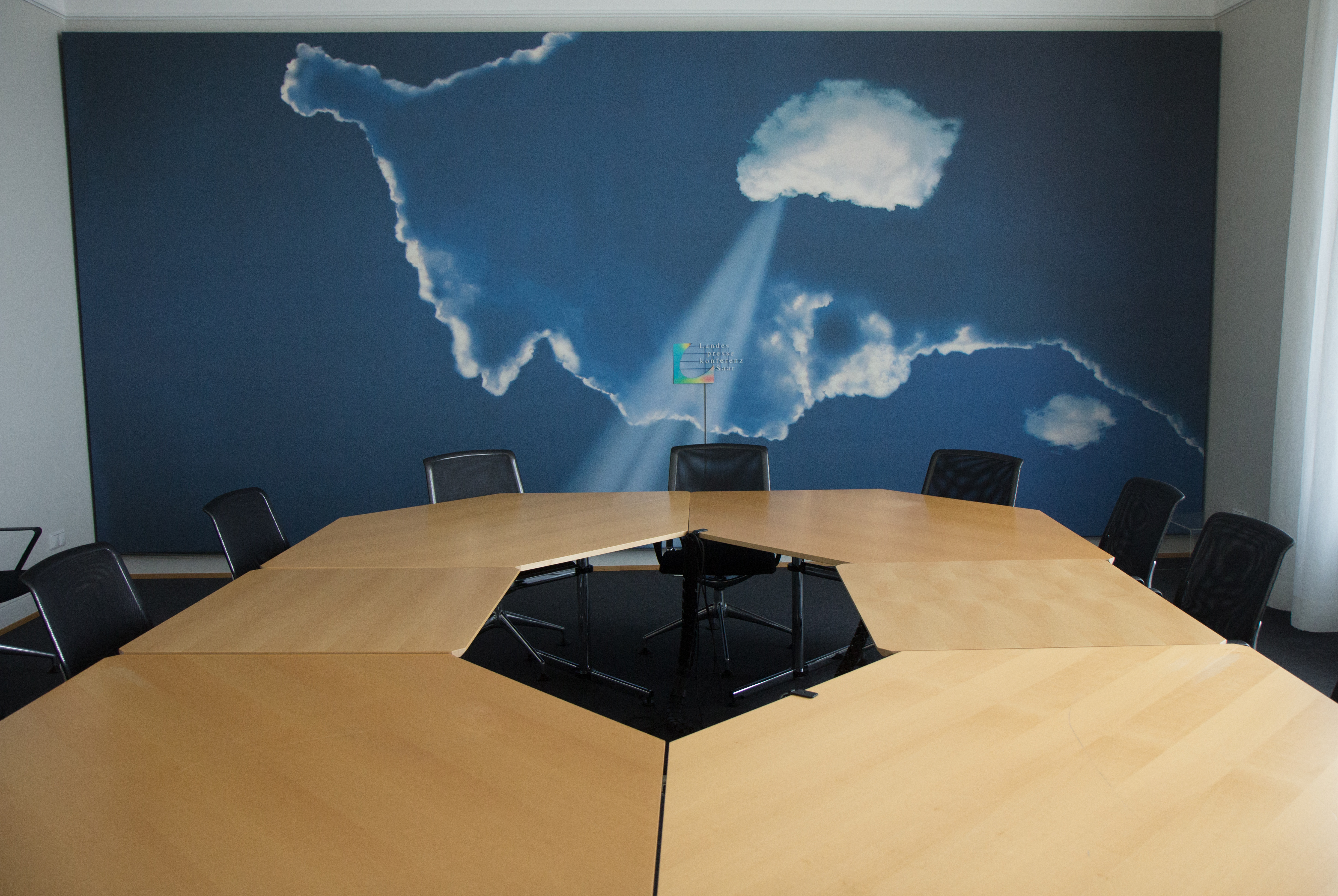
Landespressekonferenz-Zimmer

Zunächst erfolgte im Jahr 1994 die Neugestaltung des „Kleinen Restaurants“ nach einem Entwurf des damals in Saarbrücken ansässigen Büros von Miroslav Volf. Das Architekturbüro lieferte auch die Pläne für den östlich an das Haupthaus angrenzenden Erweiterungsbau, der 2004 eingeweiht werden konnte. In Zusammenarbeit mit Miroslav Volf erfolgte die Neugestaltung der Außenanlagen in zwei Bauabschnitten in den Jahren von 2000 bis 2004 durch die Saarbrücker Landschaftsarchitekten Gerhard Hegelmann und Hanno Dutt. An der Spichererbergstraße leitet in Weiterführung der Schlossgartentreppe nun eine zweiläufige Treppe in den neu konzipierten Landtagsgarten über. Darunter befindet sich eine im Jahr 2000 fertiggestellte Tiefgarage. Etwa zeitgleich mit den Arbeiten an dem Erweiterungsbau wurden an dem Raschdorffschen Casino gravierende Schäden im Bereich der Gründung und am Dachstuhl festgestellt. Einerseits hatten Fäulnis und Pilzbefall die Dachkonstruktion so stark geschädigt, dass Einsturzgefahr bestand, andererseits traten breite Setzungsrisse am Gebäude auf, die durch Kriegsschäden, Grundwasserschwankungen, den Bau der Stadtautobahn und die Erschütterung durch den erhöhten Straßenverkehr, An- und Umbauten sowie den Bau der Tiefgarage verursacht worden waren. Eine Gesamtsanierung erwies sich demnach als notwendig. Mit der Erstellung der Planungszeichnungen und der Ausführung der Arbeiten wurde der Architekt Oliver Brünjes, vormals langjähriger Mitarbeiter von Architekt Miroslav Volf, und die Innenarchitektin Vera Burbach-Brünjes, beide Saarbrücken, beauftragt. Die notwendige Erneuerung des niedrigen Dachstuhles und der darunterliegenden Raumdecke zog eine Neuordnung und Neugestaltung aller Räume des zweiten Obergeschosses nach sich. Bei den Sanierungsarbeiten wurde das gesamte historische Hauptgebäude im Inneren gemäß den aktuellen Brandschutz- und Sicherheitsbestimmungen ertüchtigt bzw. erneuert. Die Sanierungsarbeiten betrafen auch den Plenarsaal. Für den Umbau erhielt Oliver Brünjes den Landes- und BDA-Preis für Architektur und Städtebau im Jahr 2008. Ausschlaggebend war für die Jury der zurückhaltende Umgang mit der historischen Bausubstanz der 1860er und der 1950er Jahre, die in dem Konzept der durchgreifenden Sanierung und Erneuerung berücksichtigt wurde. Als wiederkehrendes Leitmotiv diente ein Raster aus Dreierreihen von Lichtöffnungen. Im Jahr 2009 wurde das „Große Restaurant“ nach Entwürfen des Saarbrücker Architekturbüros von Stefan Krüger und Karin Dalbert-Krüger modernisiert.